# Тражења
„Тражења” (Iskanja) је југословенски и словеначки филм први пут приказан 27. јула 1979. године. Режирао га је Матјаж Клопчич а сценарио су написали Изидор Цанкар и Марко Слодњак.

## Улоге
| Глумац          | Улога     |
| --------------- | --------- |
| Полде Бибич     |           |
| Деметер Битенц  | Хотелијер |
| Борис Каваца    | Цирил     |
| Стефка Дролц    |           |
| Борис Јух       | Фриц      |
| Звездана Млакар |           |
| Антон Петје     | Шмит      |
| Тања Побержник  | Естер     |
| Радко Полич     |           |
| Берт Сотлар     |           |
| Ива Зупанчич    |           |
| Милена Зупанчић | Карла     |